# Stegenus dactylon
Stegenus dactylon là một loài bọ cánh cứng trong họ Cerambycidae, và là loài duy nhất trong chi Stegenus. Nó được Pascoe mô tả năm 1857.